# En lussing til den offentlige smag
En lussing til den offentlige smag (Пощёчина общественному вкусу) var et futuristisk manifest, og desuden en digtantologi, udgivet 1912 i Moskva. Forfatterne var David Burljuk, Velimir Khlebnikov, Aleksej Krutjonykh og Vladimir Majakovskij. Majakovskij publicerede her sine to første digte, Nat og Morgen. Khlebnikov bidrog med blandt andet Græshoppen. Manifestet tog stilling imod repræsentanter for den russiske romantik, realisme og symbolisme og blev startskuddet for en nyskabende litterær holdning.

### Fodnoter
1. ↑  Gräshoppan findes fortolket på svensk af Anna Ljunggren och Nils Åke Nilsson i bindet En kyss i frost (Fripress bokförlag, 1988).